# Vanessa braziliensis
Vanessa braziliensis ist ein Schmetterling (Tagfalter) der Gattung Vanessa aus der Familie der Edelfalter (Nymphalidae), der im südöstlichen Südamerika verbreitet ist. Der spanische Trivialname lautet Dama de cuatro ojos (Dame mit vier Augen), in Quechua wird sie als Pirpinto Manchado bezeichnet.

## Merkmale
Beide Geschlechter von Vanessa braziliensis sehen gleich aus. Die Falter haben eine Flügelspannweite von 38 bis 46 mm und eine orange-braune Grundfarbe mit schwarzen Flecken. Der Apex (Flügelspitze) der Vorderflügel ist schwarz mit weißen Flecken. In der Submarginalzone der Hinterflügeloberseite befinden sich zwei schwarze Augenflecke mit himmelblauem Kern. Sie sehen der nahe verwandten Art Vanessa carye sehr ähnlich, die aber vier schwarze Augenflecken mit himmelblauem Kern hat.

### Aberrationelymi
Es ist eine seltene Aberration elymi bekannt, die auch bei anderen Arten der Gattung Vanessa vorkommt. Bei dieser fehlt die diskale Flügelzeichnung, die subapikalen dunklen Elemente verschmelzen und sie zeigt eine Reihe mit weißen, submarginalen Flecken. Diese Aberration wird wahrscheinlich durch Kälte während der Puppenphase ausgelöst. Sie wurde als Pyrameis huntera ab. dallasi Köhler, 1945 beschrieben.

## Geographische Verbreitung und Lebensraum

### Verbreitung
Vanessa braziliensis kommt in Südamerika in tropischen, subtropischen und gemäßigten Zonen südlich des Amazonas und östlich der Anden vor. Nachweise gibt es aus dem zentralen und südlichen Brasilien, Bolivien, Peru, Ecuador, Uruguay, in den Nordprovinzen und dem Zentrum von Argentinien und aus Paraguay.
In Brasilien kommt Vanessa braziliensis in den Bundesstaaten Rio Grande do Sul (Serra do Sudeste und in der Umgebung von Pelotas), São Paulo und Espírito Santo vor. In Argentinien in den Provinzen Misiones, Chaco, Formosa, Corrientes, Río Negro und Buenos Aires. In Paraguay kommt Vanessa braziliensis in den Provinzen Itapúa, Misiones, Paraguarí, Departamento Central, Canindeyú, Ñeembucú, Alto Paraná und Caazapá vor.

### Lebensraum
Zum Lebensraum von Vanessa braziliensis zählen Wiesen, Steppen, Buschländer und Savannen in niederen Lagen mit offenem und sonnigem Gelände und einer Krautschicht. Außerdem lebt die Art in Gehölzrändern an kleinen Bächen. Auch vom Menschen geprägte Gebiete wie Brachen, landwirtschaftliche Flächen, Gärten, auch im städtischen Bereich, sind ein geeigneter Lebensraum. Im südlichen Verbreitungsgebiet (Paraguay) wandert sie wahrscheinlich. Über ihr Verhalten in mittleren und niederen Breiten ist nichts bekannt.

## Lebensweise
In Paraguay fliegt Vanessa braziliensis von Ende April bis Mitte November während des Winters auf der Südhalbkugel.
Die Raupen von Vanessa braziliensis falten und spinnen Blätter der Nahrungspflanze zu einer Blatttüte zusammen, in der sie leben, bis sie sich verpuppen.
Die Raupen fressen hauptsächlich an Pflanzen aus der Familie der Korbblütler (Asteraceae):
- Korbblütler (Asteraceae)
  - Achyrocline satureioides
  - Gamochaeta Arten.
  - Ruhrkräuter (Gnaphalium)
    - Gnaphalium purpureum
    - Gnaphalium spicatum
    - Gnaphalium stachydifolium
    - Gnaphalium gaudichandianum

  - Pseudognaphalium obtusifolium
- Malvengewächse (Malvaceae)
  - Eibisch (Althaea)

## Synonyme
- Pyrameis virginiensis Drury, 1770
- Papilio huntera Fabricius, 1775
- Pyrameis braziliensis Moore, 1883
- Pyrameis huntera var. rubia Staudinger, 1894
- Pyrameis virginiensis Drury, 1894
- Vanessa cardini ushuwaia Bryk, 1944
- Pyrameis huntera ab dallasi Köhler, 1945
- Vanessa virginiensis brasiliensis Hayward, 1949
- Vanessa virginiensis braziliensis Hayward, 1950
- Vanessa virginiensis braziliensis Brown & Mielke, 1967
- Vanessa braziliensis Brown & Mielke, 2000